# Лина Черјазова
Новосибирск, Русија
Лина Анатољевна Черјазова (рус. Лина Анатольевна Черязова, 1. новембар 1968 — 23. март 2019) била је узбекистанска скијашица слободног стила. Освојила је бронзану медаљу на Европском првенству 1990. године и златну медаљу на Светском првенству 1993. године пре него што је освојила златну медаљу на Зимским олимпијским играма 1994. са резултатом 166,84. До сада је једина спортисткиња која је освојила медаљу на Зимским олимпијским играма представљаћи Републику Узбекистан. Њена достигнућа су јој донела титулу почасне спортисткиње Републике Узбекистан.
Черјазова је првобитно тренирала гимнастику и трамполинирање, а од 1987. године почела је да се бави слободним стилом. Она је дебитовала на Светском првенству у децембру 1989. године, и постала је свеукупна победница у сезони 1992—93. У лето 1994. године, Черјазова је сломила лобању док је тренирала и услед тога је провела више од месец дана у коми. Наставила је да се такмичи у јесен 1995. године, али никада није повратила свој претходни ниво. Пензионисала се након још једне повреде коју је задобила након Олимпијских игара 1998. године. Године 1999. преселила се у Новосибирск, у Русију, гдје је живела са посвојеном кћерком Алином.
Преминула је 23. марта 2019. године, у 50, години, након дуготрајне болести.